# Schneider-Renault SRB
Schneider-Renault SRB (Char de Bataille SRB) — французский опытный средний танк, разработанный компанией Schneider в сотрудничестве с Renault в 1921 году. Предполагалось, что танк заполнит брешь между лёгким танком Renault FT и сверхтяжёлым FCM 2C. 

## Проектирование и производство
Самой важной фигурой развития французского танкостроения был генерал Жан Эстьен, прозванный во Франции «отцом танков». В сентябре 1916 года Эстьен был назначен директором AS (Artillerie Spéciale  — рус. —  Специальная Артиллерия). Именно под его крылом был начат массовый выпуск первого французского танка Schneider CA1 и легкого танка Renault FT.
После Первой мировой войны Жан все ещё возглавлял Artillerie Spéciale, а также он был назначен Subdivision des Chars de Combat (рус. — инспектор боевых машин). На этом посту Эстьену пришла в голову идея танка, который займет брешь между легкими и тяжелыми танками. В 1921 году Жаном Эстьеном были созданы технические требования к новому среднему танку. Они были переданы компаниям Schneider, Renault, Saint-Chamond, FCM и Delaunay-Belleville. По техническому заданию машина должна была весить 13 тонн, оснащаться установленным в спонсоне основным орудием. Вооружение состояло либо из 75-мм. гаубицы с начальной скоростью снаряда 350 м/с, либо из 47-мм. морского орудия mle 1902 с начальной скоростью снаряда 750 м/с. Кроме того, танк должен был иметь дополнительное вооружение из двух пулемётов в башне. Соотношение мощности к весу не менее 8 л.с. на тонну. Толщина брони в районе 25 мм. Главная идея этой программы была не в выпуске определённого, выигрывавшего, прототипа, а в сборе всех инновационных и интересных идей от каждого прототипа, чтобы собрать их в единый средний танк.
Компании Saint-Chamond и  FCM занялись разработкой и изготовлением своих собственных прототипов, а компании Schneider и Renault решили сотрудничать. Это сотрудничество в основном заключалось в том, что некоторые основные элементы прототипов были общими для обоих, например, башня, разработанная Schneider или двигатель разработки Renault. Однако разработки остальных элементов были собственные. Танки компаний назывались SRB  и SRA (Renault JZ) соответственно. Schneider ввел разработку и производство в Ле-Крезо, в Бургундии, а Renault в Бишанкуре.

## История эксплуатации
Прототип SRB испытывался вместе с тремя другими прототипами. Испытания проходили в Рюэле с мая 1924 по март 1925 года. Кроме того, к танку SRB прицепили артиллерийский прицеп собственной разработки, весивший одну тонну и способный выдержать 800 литров топлива или восемь человек.
На испытаниях танк компании Schneider показал себя лучше остальных. Внутренняя компоновка танка оказалась более комфортной для механика-водителя, чем в танках FCM и Saint-Chamond. Гусеницы машины также получили высокую оценку. Цельнометаллические траки оказались более износостойкими, чем траки с деревянными накладками у других прототипов. Также не обошли стороной и систему Naedar. Она получила высокую оценку как наиболее эффективный способ точного наведения корпуса, намного превосходящий планетарную передачу, используемую на SRA.
Char de Bataille SRB оказал большее влияние на будущий Char B1.
Char B1 сохранил от SRB цельнометаллические гусеницы и систему Naeder. Кроме того, второй и третий прототипы B1, разработанные в начале 1930-х годов были вооружены именно 47-мм морской пушкой mle 1902, которая ставилась только на прототип Schneider.

## Описание конструкции

### корпус и бронирование
По форме SRB был схож с SRA. Танк имел корпус прямоугольной формы, с лобовыми листами, расположенными под небольшим углом. Смотровой прибор механика водителя находился в левой части лобового листа. Как и у танка Renault, компоновка предполагала установку орудия в корпусе правее места механика-водителя. На танках фирм имелись два больших люка по бортам. Но люки на SRB находись чуть выше и имели прямоугольную форму. Толщина брони в лобовой части составляла 30 мм., что для танка межвоенного периода было неплохим показателем. 

### Экипаж
Экипаж SRB состоял из трех человек, командира, заряжающего и механика-водителя. Командир сидел в одноместной башне. В его роли входили командование танком и отстрел вражеской пехоты. Место механика-водителя располагалось в передней части корпуса. Он сидел слева от 47-мм. орудия и, помимо управления танком, он выполнял роль наводчика орудия. Место заряжающего находилось за местом механика-водителя. В его роли входило только заряжание орудия.

### Вооружение
Первым существенным отличием между SRB и другими проектами была пушка. Другие компании в качестве основного вооружения выбрали короткую 75-мм. гаубицу. Schneider же поставила на большую начальную скорость полета снаряда в 750 м/с, выбрав 47-мм морскую пушку mle 1902. Ранее эта пушка использовалась в качестве противоторпедного орудия на катерах. Пушка обеспечивала скорострельность 15 выстрелов в минуту. Бронебойный снаряд Obus de rupture acier mle 1911 G был способен под углом 30° пробить броню в 40 мм. на расстоянии 500 м. и 30 мм. на расстоянии одного км. Пушка устанавливалась таким образом, что было возможно только вертикальное наведение.
Также конструкция танка предполагала дополнительное вооружение в башне. Башня была литой и находилась в средней части танка. Вооружалась башня двумя пулемётами Hotchkiss mle 1914 калибра 8×50 мм. Lebel. 

### Подвеска
Подвеска танка состояла из тележек на листовых рессорах. С каждого борта было по 14 опорных колес малого диаметра. Также, было по два поддерживающих катка в верхней части корпуса. Ведущая звездочка располагалась в передней части танка, а ленивец — сзади. Подвеска располагалась по всех бортовой площади, напоминая подвеску английских танков Mark IV. Компания Schneider решила использовать цельнометаллические гусеницы, вдохновленные Renault FT. Другие же компании использовали гусеницы с деревянными накладками, из-за чего они были более подвержены износу, чем траки SRB .

### Двигатель
Танк оснащался 6-цилиндровым двигателем Renault, который был основан на 12-цилиндровом авиационном двигателе. Двигатель при 1500 оборотах выдавал 180 л.с. в минуту, что было на 60 л.с. больше, чем у двигателя, используемого на прототипах Saint-Chamond и FCM. Несмотря на то, что прототипы Schneider и Renault были самым тяжелыми, они обладали самым высоким соотношением мощности к весу — 9,5 л.с. на тонну. Топливные баки танка вмещали 370 литров, благодаря чему он мог преодолеть расстояние примерно 125 км. По шоссе танк развивал максимальную скорость в 18 км/ч. Он мог преодолевать ров длинною 2,50 м. 

### Трансмиссия
Трансмиссия танка располагалась сзади. Она была самой продвинутой среди других экземпляров. Трансмиссия была оснащена гидростатической системой Naeder. Благодаря этой системе было возможно точное нейтральное управление корпусом для наведения корпусной пушки. Принцип работы заключался в том, что система использовала движение двигателя для перемещения машинного масла, всасывая её внутрь или наружу. С помощью этого был возможен более медленный и более точный разворот корпуса.